# 犀川スキーバス転落事故
犀川スキーバス転落事故（さいがわスキーバスてんらくじこ）は、1985年（昭和60年）1月28日に長野県長野市で発生した交通事故である。

## 事故の経緯
1985年（昭和60年）1月28日、日本福祉大学の学生ら総勢46名を乗せた三重交通のバスは、北志賀高原の竜王スキー場へ向かっていた。同校では1月30日までの2泊3日で体育科の授業の一環としてスキー教室を実施する予定であった。
事故発生時刻は午前5時45分。犀川に架けられた国道19号の大安寺橋にさしかかる手前の左カーブで、バスはガードレールを破り水深4メートル、水温4度の犀川に転落。転落地点は下流に建設された笹平ダムのダム湖にあたる。総勢46名のうち、乗客の大学生22人、教員1人、運転手ら2人、合計25人が死亡した。助かった21名のうち8名も重軽傷を負った。
現場は雪が積もり路面が滑りやすくなっており、バスのスピードの出し過ぎが直接の原因であった。しかし、死亡した運転手は事故当日までの2週間を連続して出勤し乗務に当たっており、バスの運行を担当する三重交通の責任が問われた。
三重交通の特別保安監査をしていた中部運輸局は同年3月5日、明らかな過労運転防止違反で輸送安全の確保に手落ちがあったとして、道路運送法43条（免許の取り消し等）に基づき、278台ある三重交通の観光バスのうち8台について14日間（延べ112日車）の使用停止命令を出した。バス会社に対する行政処分としては、それまでの最高であった1972年の川中島バス事故の100日車を超える処分であった。
長野県警察および長野中央警察署は、事故の背景には運転手に「過密勤務」があったとし、運転手は過労状態に陥っていたと認めた。また、三重交通四日市営業所の路線バス運行主任は、路線バス部門の運転手らの細かい勤務実態を知る立場にあったが、運転手が過労で正常な運転ができない恐れがあることを承知の上で、運転手に長野県行きのスキーバスを運転させたとし、同年9月4日、路線バス運行主任を道路交通法75条違反（過労運転の命令）の疑い、三重交通を道路交通法123条違反（両罰規定）の疑い、死亡した運転手を業務上過失致死傷罪と道路交通法66条違反（過労運転）の疑いで長野地方検察庁に書類送検した。
しかし、長野地方検察庁は1986年（昭和61年）6月30日、運転手の過労を科学的に立証するのが困難で、正常な運転ができないほどの過労と認定するには、証拠が不十分だったとして、3者を不起訴処分にした（一方、津地方検察庁は同日、三重交通本社と路線バス運行主任、四日市営業所区長を労基法違反〈違法な休日労働〉の疑いで四日市簡易裁判所へ略式起訴している）。事故の負傷者や遺族は不起訴処分にしたことを不服とし1986年7月28日、長野検察審査会へ審査申し立てをしたが、審査会は1987年（昭和62年）4月28日に「不起訴処分は相当」との結論を出している。

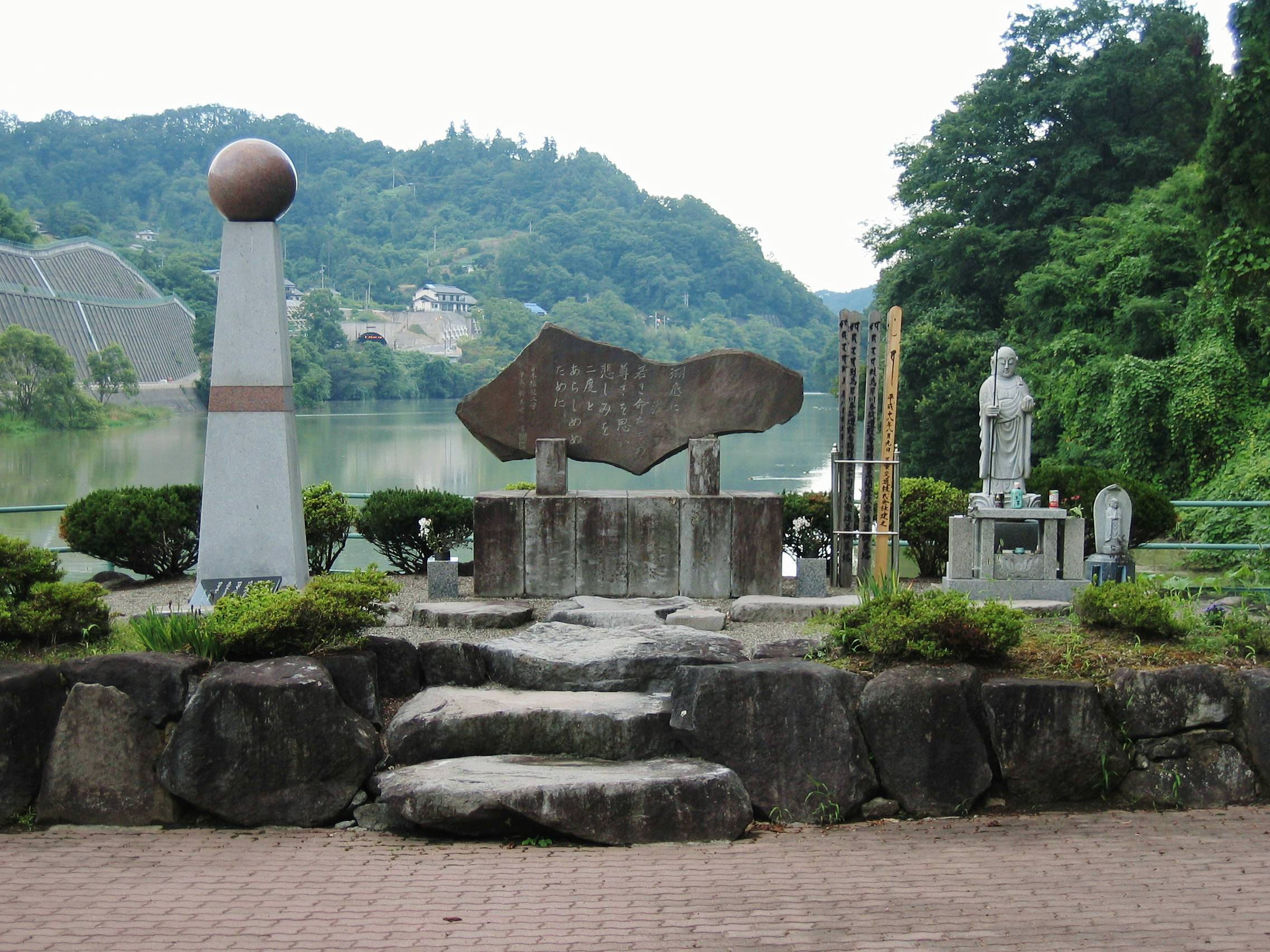
事故現場に建立された慰霊碑

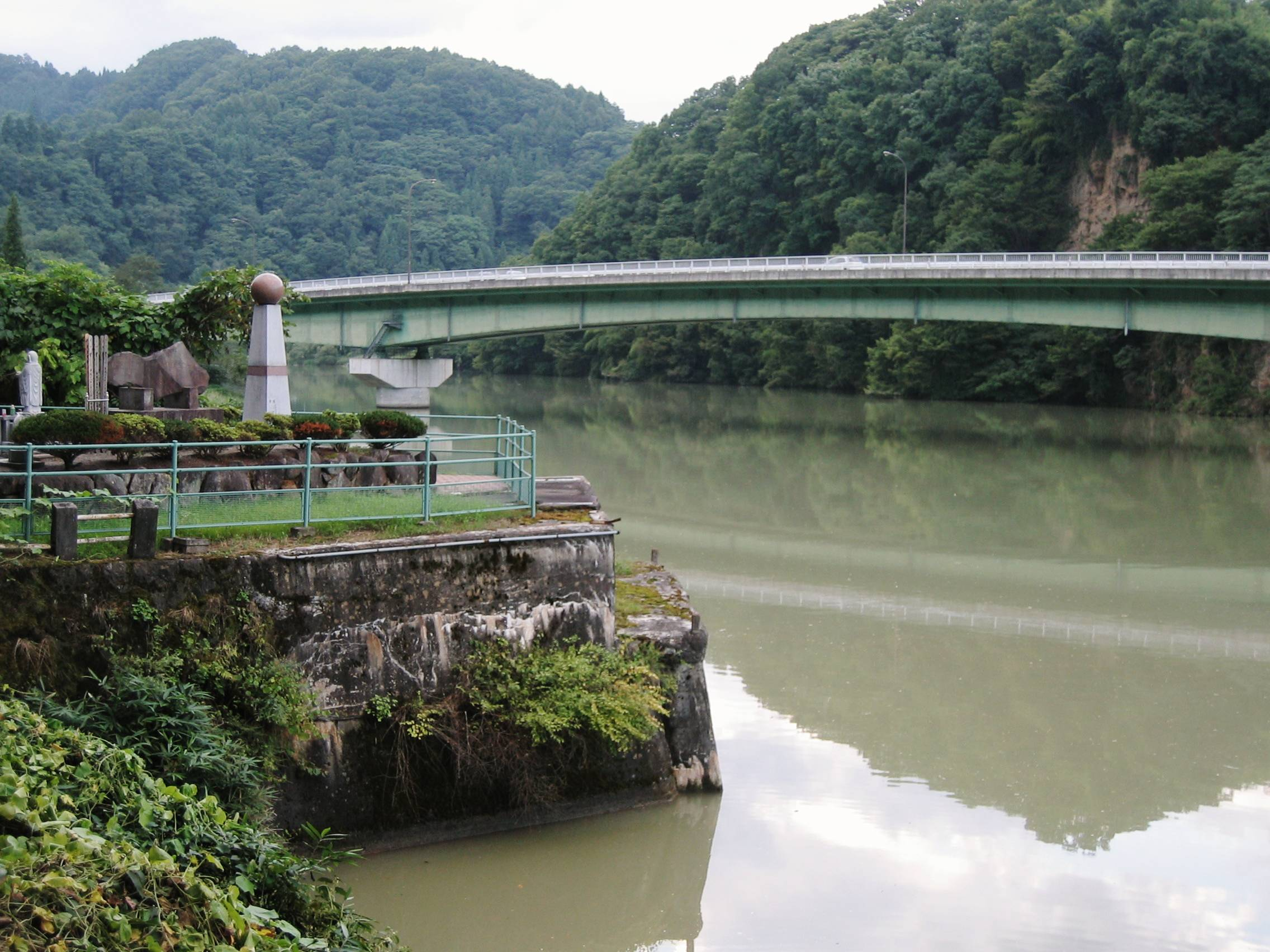
事故後に架けられた現在の大安寺橋を事故現場より望む

事故を悼み、事故現場には慰霊碑が建立された（除幕式は同年9月13日）。学生たちが渡るはずだった大安寺橋は撤去されたが、橋にさしかかる直前の道路はいまも残されている。現在の大安寺橋は事故後に新しく架けられたものである。日本福祉大学では、事故のあった1月28日を「安全の日」と定め慰霊行事を行ってきたが、2005年より不定日開催に変更した。
当時25名の遺体を収容した正源寺では、現在も遺族会、三重交通、日本福祉大学によって命日、盆の法要が行われている。日本福祉大学のキャンパス内には犠牲になった学生の人数分の桜が植えられている。